# The Rickchurian Mortydate
The Rickchurian Mortydate (conocido como "Día de Rick y Morty" en Hispanoamérica) es el décimo y último episodio de la tercera temporada de la serie de televisión animada para adultos: Rick y Morty. El episodio fue emitido originalmente en los Estados Unidos el 1 de octubre del 2017 por el segmento adulto de Cartoon Network; Adult Swim. Fue escrito por Dan Harmon y dirigido por Anthony Chun. La trama del episodio sigue a Rick Sánchez quien entra en un conflicto con el presidente de los Estados Unidos mientras que Beth Smith, la hija del primero comienza a sospechar que es un clon cuando no se siente como ella misma.
El episodio recibió críticas generalmente favorables por parte de la crítica especializada aunque fue criticado por sus fanáticos que consideraron el final de temporada decepcionante y anticlimático.

## Argumento
Rick y Morty son reclutados por el presidente de los Estados Unidos de América para encargarse de un alienígena que ronda por los túneles sexuales de Kennedy ubicados debajo de la Casa Blanca. Si bien en un principio el dúo estaba dispuesto a cumplir la misión, ambos se aburren de lo fácil que es el encargo por lo que se fugan a su hogar para jugar Minecraft. Para cuando el presidente es informado de lo sucedido él los confronta sobre sus actividades ilícitas pero tanto Rick como Morty optan por cortar lazos con el gobierno al considerar que el presidente los utiliza de una forma autoritaria y sobreexplotadora lo que deja notablemente afectado al presidente. 
Ese mismo día en Brasil se descubre una civilización en miniatura inteligente conocida como los Mega Gargantuanos con la que el presidente pretende entablar una tregua para demostrarle a Rick y Morty que no los necesita a sabiendas de que estos dos se presentarían para lidiar con la situación. No obstante su plan es truncado por Rick y Morty cuando se entera de que ellos ya habían negociado con los mega gargantuanos y posteriormente un tratado de paz con los líderes de Palestina e Israel. Esto enfurece al presidente que declara estar en guerra contra sus antiguos aliados.  
En otra parte Beth acompaña a Summer para comprar ropa en el centro comercial, cuando la primera se muestra muy abierta ante un atuendo revelador de su hija adolescente y a la idea de que inicie su vida sexual, Beth comienza a sentirse diferente y recordando la oferta que su padre le extendió de clonarse a sí misma, comienza a convencerse de que es una clon. A pesar de que consolada por Rick- quien niega la teoría de su hija- Beth se pone paranoica cuando Rick la cuestiona sí esta fingiendo estar bien para no levantar sospechas. Desesperada ella busca a Jerry para que le ayude a descubrir sí es la verdadera Beth debido a que los dos se conocen mejor que nadie. A través de un recuerdo que Jerry valora de una cita juntos, él confirma que Beth es la misma de siempre mientras que esta concluye que es muy afortunada de tener a alguien que la ame como él, lo que acaba reconciliando la pareja.
Más tarde Rick confronta al presidente en su oficina ofreciéndole la oportunidad de remediar su alianza a cambio de una selfie con Morty pero el presidente se rehúsa e inicia una confrontación en contra de este con todos los recursos del gobierno. La confrontación es interrumpida cuando Morty le revela que él y su familia se están refugiando por temor a la posibilidad de Beth sea un clon que debe ser eliminado por Rick. Forzado a realizar una tregua con el presidente para localizar a su familia, Rick los localiza en una cabaña alejada de la ciudad y confirma que Beth no es un clon de nuevo. Rick finge ser una versión de otra dimensión obsesionado con la pesca para así enmendar su alianza con el presidente pero ahora debe lidiar con ser el eslabón más bajo en su familia, el restaurado matrimonio de su hija y el optimismo del resto de la familia.  

### Escena poscréditos
El Sr. Pantalones de popo aparece para revelarle a la audiencia que durante el tiempo en que la tercera temporada estuvo preparándose, terminó sus estudios, consiguió un empleo y se casó para formar su propia familia. Para cuando le cuestiona a la audiencia que fue lo que hicieron, procede a relevar que la cuarta temporada tardara en salir mucho más tiempo que la anterior.

## Recepción

### Audiencia
Durante su día de emisión el episodio fue visto por 1.5 millones de espectadores, manteniendo un porcentaje estable 0.3 en comparación con su predecesor y pese a que compitió contra la serie Outlander. El episodio fue visto por un total de 2.60 millones de espectadores.

### Respuesta de la crítica
A pesar de la impresión negativa y decepcionante que generó ante los fanáticos, el episodio fue el punto de varias teorías en el público, en especial la subtrama de Beth y su crisis existencial sobre sí es o no una clon creada por Rick como se llegó a sugerir en el episodio antecesor "ABC of Beth" incluso después de varios meses tras la finalización de la temporada
Angie Han de Mashable consideró el final de temporada como un paso lógico dentro de la continuidad de la serie, comentando que aunque el episodio carecía de los elementos clásicos de los finales de temporada tales como personajes agonizando una revelación importante; esto no le restaba valor al episodio y que concuerda con el mensaje nihilista recurrente de la serie animada.